# Zoé-Laure de Châtillon
Zoé-Laure de Châtillon of kortweg Laure de Châtillon (geboren als Zoé-Laure Delaune) (Chambray-sur-Eure, 24 februari 1826 - Clarens, augustus 1908) was een Frans kunstschilder.

## Biografie
Zoé-Laure Delaune werd in 1826 geboren in Chambray-sur-Eure als dochter van Jean-Alexandre Delaune en Marie-Augustine Brousse. Op 8 april 1850 trouwde ze met Jules François Henri de Châtillon (1823-1857), onderprefect van Châteaudun. Ze baarde in 1851 een tweeling: Louise Valentine en Paul Marie. Louise de Châtillon beweerde zelf bij het uitbrengen van haar La rêve du baron in 1889 dat ze een nicht was van de schilder en dichter Auguste de Châtillon.
Ze was leerling van Léon Cogniet en wendde ze zich tot een carrière als kopiist. Tussen 1850 en 1868 kopieerde ze religieuze schilderijen, bestemd om naar regionale kerken te worden gestuurd: Christus in het graf van Champaigne, De opname van de heilige Paulus van Poussin, De kruisafneming van Régnault en De aanbidding der Wijzen van Rubens. Ze kreeg ook een bestelling voor vier stuks van het schilderij Portret van keizer Napoleon III van Winterhalter.
Ze wordt tussen 1848 en 1897 regelmatig genoemd als exposant op het Parijse salon in de secties schilderkunst en grafische kunst. In 1869 ontving ze een order van keizer Napoleon III voor een historisch tafereel Jeanne d'Arc vouant ses armes à la vierge, aangeboden aan het Antoine-Vivenel-museum in Compiègne.
Ze werd ook bekend om haar afbeeldingen van patriottische taferelen, na de nederlaag bij de slag bij Sedan en het verlies van Elzas-Lotharingen schilderde ze L'Esclave, een schilderij dat door haar tijdgenoten werd gezien als "de zwart gesluierde Elzas", een afbeelding van een geketende jonge vrouw, haar haren wapperend in de wind, in een stormachtig landschap.
Ze was lid van de "Vereniging van Franse kunstenaars" vanaf 1887 en was een van de eerste leden van de "Unie van vrouwelijke schilders en beeldhouwers" (Union des femmes peintres et sculpteurs, U.F.P.S), opgericht in 1881 door Hélène Bertaux en exposeerde regelmatig op tentoonstellingen van de vereniging. Ze was tevens lid van de delegatie van Franse vrouwelijke kunstenaars die werden voorgesteld op de World's Columbian Exposition van 1893 in Chicago, verzameld in het Woman's Building.
Naast haar artistieke activiteit was ze lerares in een gemeentelijke tekenschool in de jaren 1870. In 1892 vroeg ze via een petitie "een baan als inspecteur van tekenscholen in het departement Seine" en begon een schilderschool te leiden in Parijs van 1893 tot 1897.
Haar werk Enfant qui dort (Sleeping child) werd opgenomen in het boek Women Painters of the World uit 1905.

## Werken (selectie)

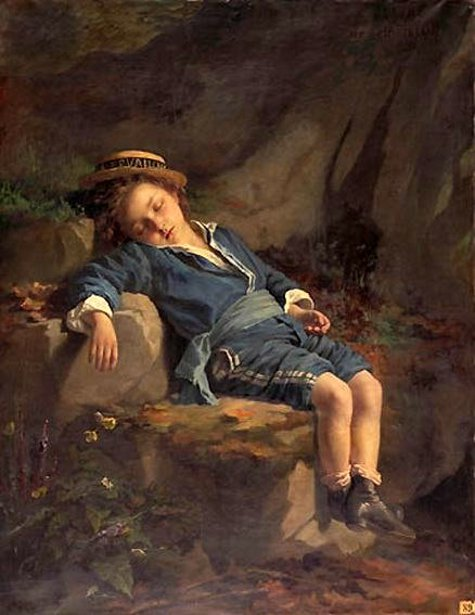
Enfant qui dort (1876), olieverf op doek, Auxerre, musée Saint-Germain
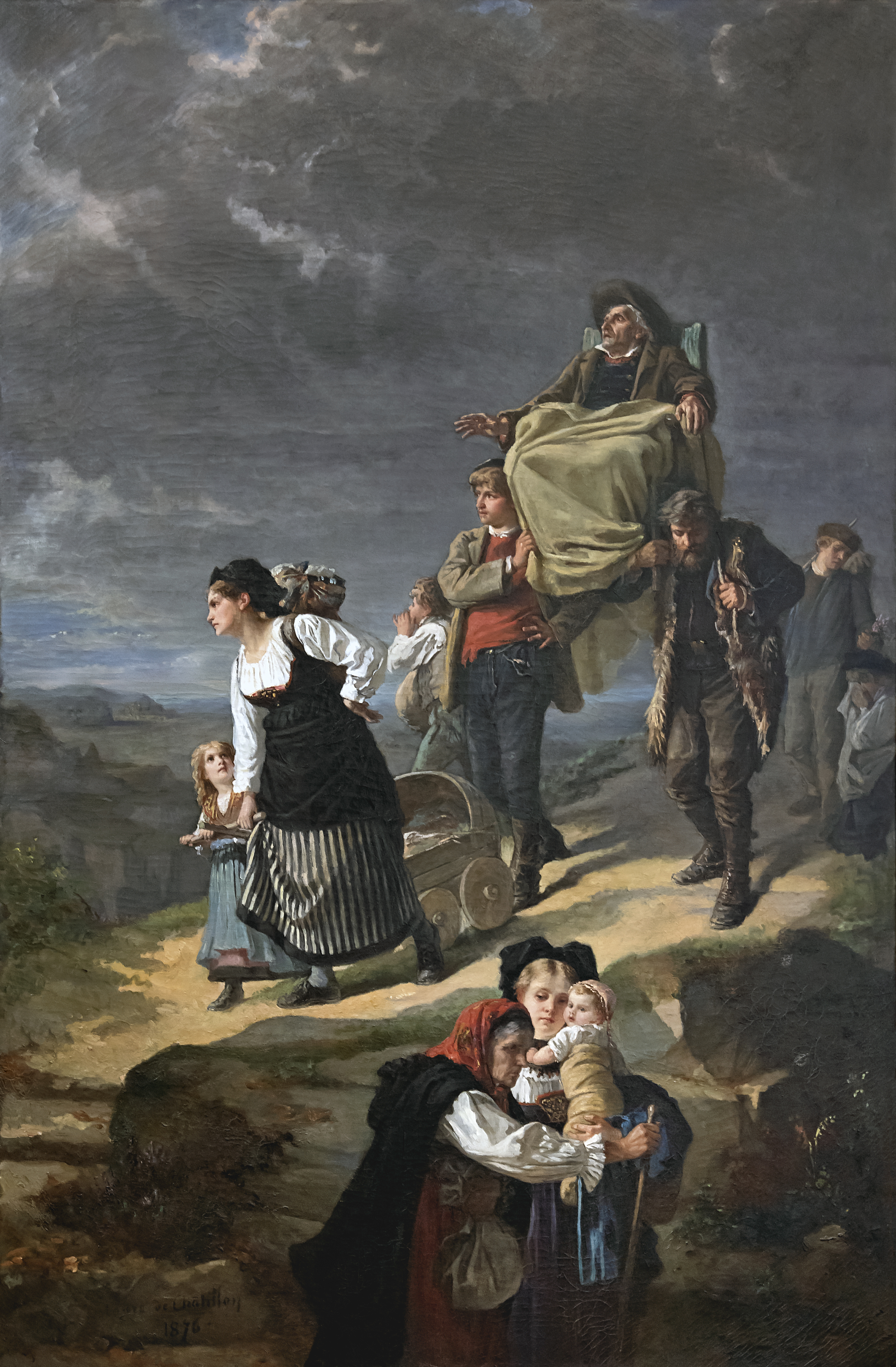
L’option, Musée des Beaux-Arts de Carcassonne
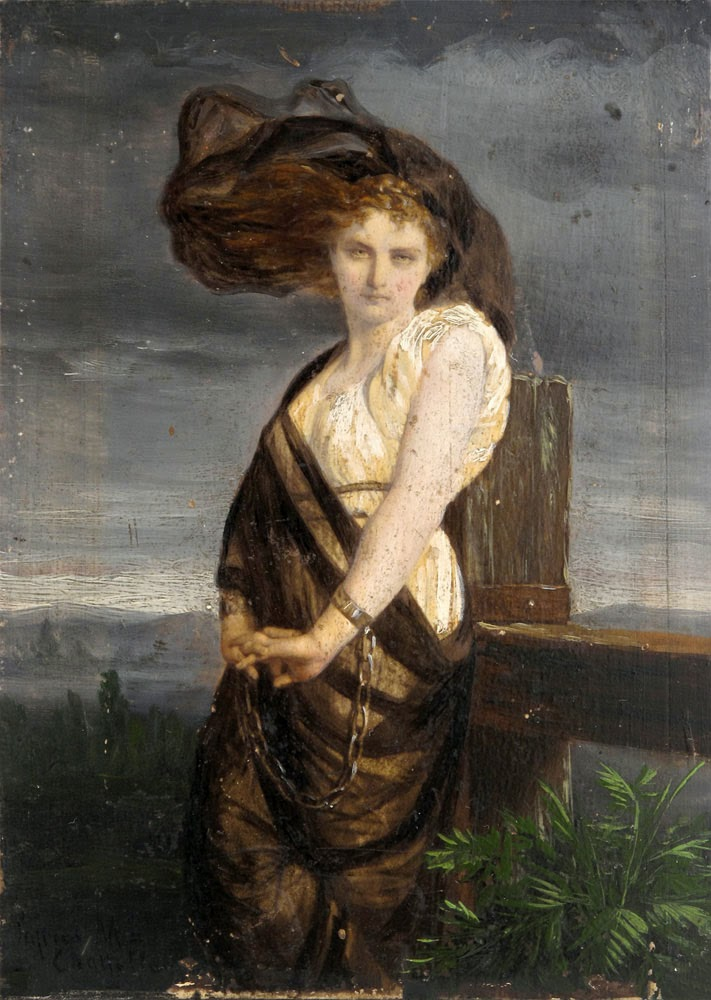
L'Esclave, locatie onbekend

- RKD-Nederlands Instituut voor Kunstgeschiedenis: 16518
- Union List of Artist Names: 500059521
- Virtual International Authority File: 96081048